# Belle de Jour (écrivain)
Pour les articles homonymes, voir Belle de jour.
Belle de Jour est une ancienne call-girl et écrivain américaine naturalisée britannique née à New Port Richey (Floride) le 9 novembre 1975.
Après six ans d'anonymat, elle a révélé en novembre 2009 pour The Sunday Times qu'elle était le Dr Brooke Magnanti, spécialiste en neurotoxicologie et épidémiologie du cancer au Bristol Initiative for Research of Child Health. En 2003 elle a travaillé pendant quatorze mois comme prostituée à 300 £ de l'heure pour une agence d'escortes londonienne, alors qu'elle rédigeait sa thèse de doctorat.
Sous le nom de Belle de Jour, le Dr Magnanti a tenu un blog qui a eu un grand succès, Belle de Jour: diary of a London call girl qui en 2003 a été choisie par The Guardian comme son blog de l'année. Elle est l'auteur de trois livres parmi lesquels The Intimate Adventures of a London Call Girl, qui fut adapté en série télévisée.
Son pseudonyme est une référence au film Belle de jour, lui-même adapté du roman de Joseph Kessel, Belle de jour.

## Biographie

### Carrière en tant que prostituée
Belle de Jour a travaillé pendant quatorze mois comme prostituée à Londres, en faisant payer à ses clients 300 £ de l'heure. Elle l'a fait parce qu'elle avait besoin d'argent pour payer ses études à l'université de Sheffield en 2003. Elle a raconté son histoire dans un blog, après avoir tenu auparavant un blog scientifique. Elle ne regrette pas le temps qu'elle a passé comme prostituée. À présent elle travaille à Bristol où elle est une scientifique qualifiée. Elle a fait l'objet de critiques pour avoir mis par écrit sa vie de prostituée.
En 2015, elle a poursuivi en justice l'un de ses anciens petit ami, Owen Morris, lequel avait affirmé que Belle de Jour n'avait jamais été prostituée. Brooke a considéré que cette affirmation nuisait à la réputation qu'elle avait acquise.

### Identité réelle
On a spéculé de longues années dans les médias au sujet de l'identité réelle de l'auteur : Belle était-elle vraiment une call-girl ? Son journal intime était-il fondé sur des faits ou purement imaginaire ? Belle a toujours soutenu qu'elle était bien celle qu'elle prétendait être et son éditeur, Orion Books, continue à imprimer ses deux premiers livres comme une partie de son « Non Fiction/Mémoire » en ligne. Son troisième livre, cependant, a été qualifié de fiction, et est censé représenter une continuation fictive des deux premiers.

#### Révélation de l'identité
Le 15 novembre 2009, le Sunday Times révèle dans une interview le vrai nom de l'auteur : Brooke Magnanti, PhD, spécialiste en neurotoxicologie et épidémiologie du cancer. L'annonce a été faite après que ceux qui spéculaient sur son identité eurent avancé beaucoup de noms comme Rowan Pelling ou Toby Young. Magnanti avait 34 ans au moment où elle a révélé son identité. Paul Gallagher, du Guardian, a décrit cette révélation comme « un des secrets littéraires les mieux gardés de la décennie ». Stephen Adams du Daily Telegraph a dit que ç'avait été « pour le nouveau millénaire, l'équivalent de la recherche du lièvre d'or pendant les années 1980 ». Paul Carr du Washington Post s'est demandé si le Times l'avait forcée à livrer son histoire comme il l'avait fait avec son amie à lui, Zoe Margolis, auteure du blog Girl with a one-Track Mind en 2006. Le secret était si bien gardé que les collègues de travail de Brooke Magnanti ne savaient encore rien un mois avant la révélation, son agent ne fut mis au courant de sa véritable identité que la semaine précédente et ses parents n'apprirent le passé de leur fille que le weekend même. Brooke Magnanti a fait ce commentaire parce qu'elle avait pensé qu'un ancien petit ami à elle était sur le point de tout révéler.

## Adaptation à la télé
Son histoire a inspiré la série Journal intime d'une call girl diffusée sur ITV2, et son rôle a été joué par Billie Piper. Une interview avec Billie Piper et Brooke Magnanti a été diffusée le 25 janvier 2010 sur ITV2.

## Publications
- Macrobioinformatics : the application of informatics methods to records of human remains, université de Sheffield, 2004.
- The Intimate Adventures of a London Call Girl, Orion Books, 2005.
- The Further Adventures of a London Call Girl, Orion Books, 2007.
- Playing the Game, Orion Books, 2008.
- Belle de Jour's Guide to Men, Orion Books, 2009.
- Belle's Best Bits: A London Call Girl Reveals Her Favourite Adventures, Phoenix, 2010.